# Ilha (Santana)
Ilha es una freguesia portuguesa del concelho de Santana, con 15,00 km² de superficie y 358 habitantes (2001). Su densidad de población es de 23,9 hab/km².